# Mitumba: The Second Hand Road
Mitumba: The Second Hand Road è un film documentario del 2005 diretto da Raffaele Brunetti.
Il film è stato prodotto dalla B&B Film in coproduzione con Filmtank Hamburg, NDR, Arte e YLE.
È la storia di una maglietta e del suo viaggio dal nord al sud del mondo. Una riflessione su chi si veste di prima e chi di seconda mano e, soprattutto, di quello che c'è tra la prima e la seconda vita degli indumenti.

## Trama
La maglietta di Felix, bambino tedesco di 10 anni, viene depositata nel cassonetto per la raccolta di abiti usati, da qui inizia il suo viaggio attraverso due continenti: regalata, poi raccolta, poi venduta e acquistata più volte, fino ad arrivare alla fine del suo viaggio ad essere indossata dal suo nuovo e ultimo proprietario: Lucky un bambino di 9 anni in uno sperduto villaggio in Tanzania. Seguiamo quindi la via del commercio degli abiti usati, una via tortuosa e ancora sconosciuta che rivela una realtà sorprendente.

## Distribuzione
È stato selezionato al Nanook Film Festival (Palermo, Nov. 2005), Circuito Off - Venice International Short Film Festival (Venezia, Nov. 2005), Human Rights Film Festival (Parigi, Marzo 2006), 16th African, Asian and Latin American Film Festival (Milano, Marzo 2005), Flahertiana (Perm, Russia, Maggio 2006) Arcipelago Film Festival (Roma, Giugno 2006) e in concorso per il David di Donatello 2006.

## Riconoscimenti
- Globo d'Oro Miglior Documentario (2004-2005)
- Premio Legambiente a Festival Cinemambiente (2006)